# Nachenius Tjeenk
Nachenius Tjeenk was een Nederlandse bank en sinds 2005 onderdeel van BNP Paribas. In 2009 is Nachenius Tjeenk gefuseerd met Bank Insinger de Beaufort N.V. De bank hield zich bezig met private banking en beheerde meer dan 2,5 miljard euro voor particulieren, verenigingen en stichtingen. De geschiedenis van de bank gaat terug tot 1790. Hoeveel klanten de bank precies had, is niet bekend, maar het heeft tussen de 1200 en 1800 gelegen.
Sinds 2009 gebruikt de bank de naam Insinger de Beaufort.